# Lobelia intercedens
Lobelia intercedens là loài thực vật có hoa trong họ Hoa chuông. Loài này được (E.Wimm.) Thulin mô tả khoa học đầu tiên năm 1983.